# Søgemaskine
En søgemaskine er en applikation til at hjælpe en bruger med at finde information. Det kan f.eks. være at finde filer med bestemte data (f.eks. ord), gemt i en computers hukommelse, for eksempel via World Wide Web (kaldes så en websøgemaskine). Ofte bruges søgemaskine fejlagtigt om linkkataloger eller Netguider.

## Websøgemaskiner
Den suverænt mest brugte websøgemaskine pr. 2024 på verdensplan på tværs af platforme er Google med en markedsandel omkring 90%. Dernæst følger Bing, Yandex, Yahoo!, og Baidu med mellem 1 og 4%. Alle siderne har indekseret flere milliarder sider, men der er stadig mange sider, de ikke kender.

## Specielle søgemaskiner
Visse websøgemaskiner har specialiseret sig inden for visse områder. F.eks. FetishRobot, der søger pornosider og Momondo og Travelmarket), der søger rejsesider. Ønsker man en mere matematisk eller kemisk tilgang til ens søgeresultater kan man bruge Wolfram Alpha. Her kan du slå matematiske formler og kemiske sammensætninger op.
Udover traditionelle søgemaskiner er der en stor stigning[kilde mangler] i anvendelse af erhvervsrelaterede søgemaskiner, hvor man kan finde informationer om firmaer, produkter og serviceydelser. Her kan bl.a. nævnes Business.com, Kompass.com, Masterseek og BusinessGlobe.com samt ChatGPT Search.
Det er også muligt at bruge søgemaskiner, der i højere grad beskytter privatlivets fred, dvs. de sporer dig ikke ligesom Google og mange andre søgemaskiner. Den hurtigst voksende søgemaskine i 2015 var derfor ikke Google eller Bing, men i stedet DuckDuckGo, som netop er en søgemaskine der ikke sporer dig. Pr. 2024 har denne søgemaskine dog kun omkring 0,7% markedsandel.
Ecosia er et eksempel på en anden type formål, hvor firmaet bag har lovet at plante træer for hver søgning.
Udover automatiske søgemaskiner findes der også menneskeredigerede websøgemaskiner/kataloger, så som Open Directory Project.

## Historie
Der findes en række andre søgemaskiner, hvoraf visse tidligere var meget udbredte. Sådanne søgemaskiner er bl.a. AltaVista (som omkring år 2000 var den mest brugte), Lycos, WebCrawler, HotBot, Excite, Infoseek, Inktomi, Picsearch, Yooci og AllTheWeb.